# Hassaku
Hassaku (Citrus hassaku Hort. ex Tanaka, Citrus x hassaku), ハッサク trong tiếng Nhật, 八朔 (bát sóc) theo kanji và tiếng Trung, là một loại cây ăn quả có múi của Nhật Bản, lai giữa bưởi (C. maxima) và phép lai Kunenbo (C. nobilis Lour. var. kunep tanaka).
Từ chỉ định cho cả cây và quả, Tanaka đã biến loài C. maxima X C. reticulata này thành một loài riêng biệt đúng nghĩa: Citrus hassaku Hort. ex Tanaka.

## Mô tả

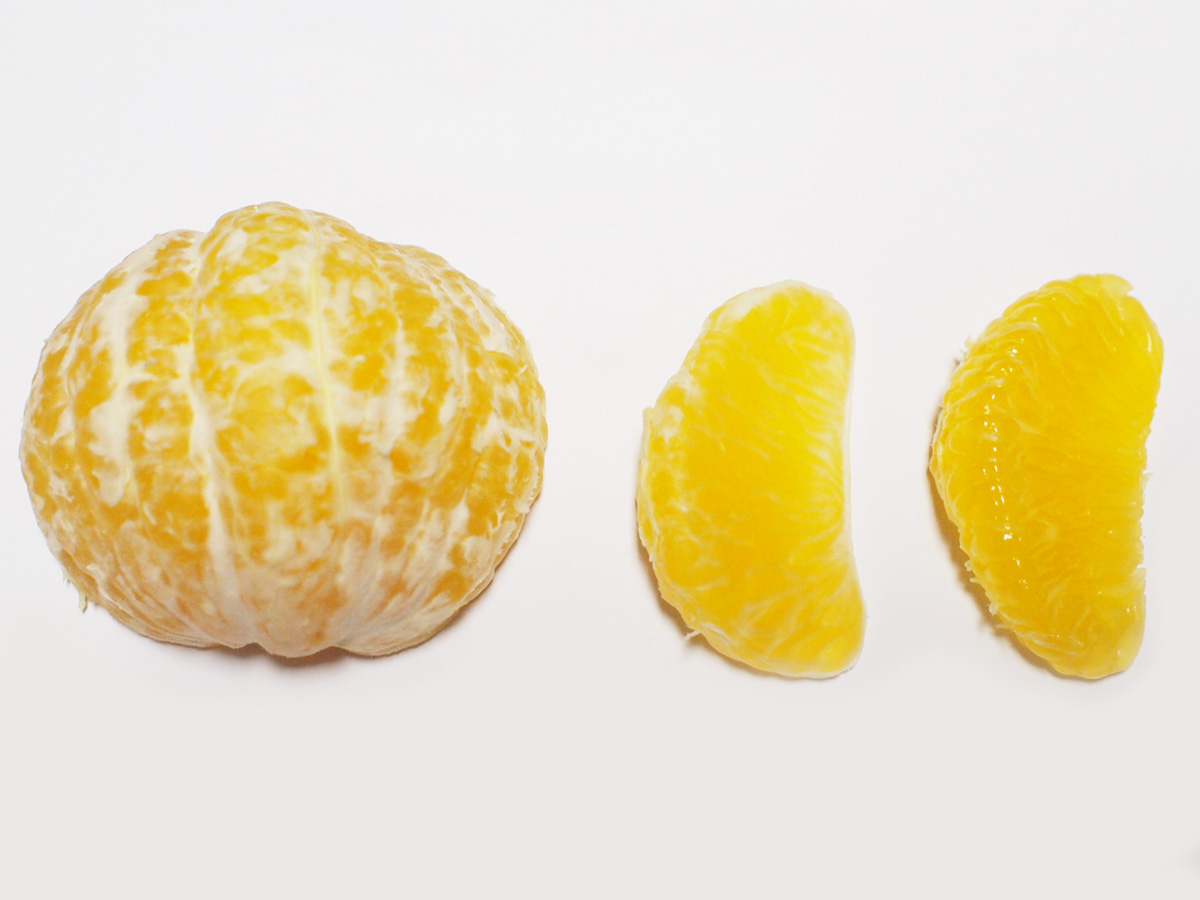
Hassaku là một loại trái cây không hạt (không tạo ra hạt giống)

### Tiêu thụ

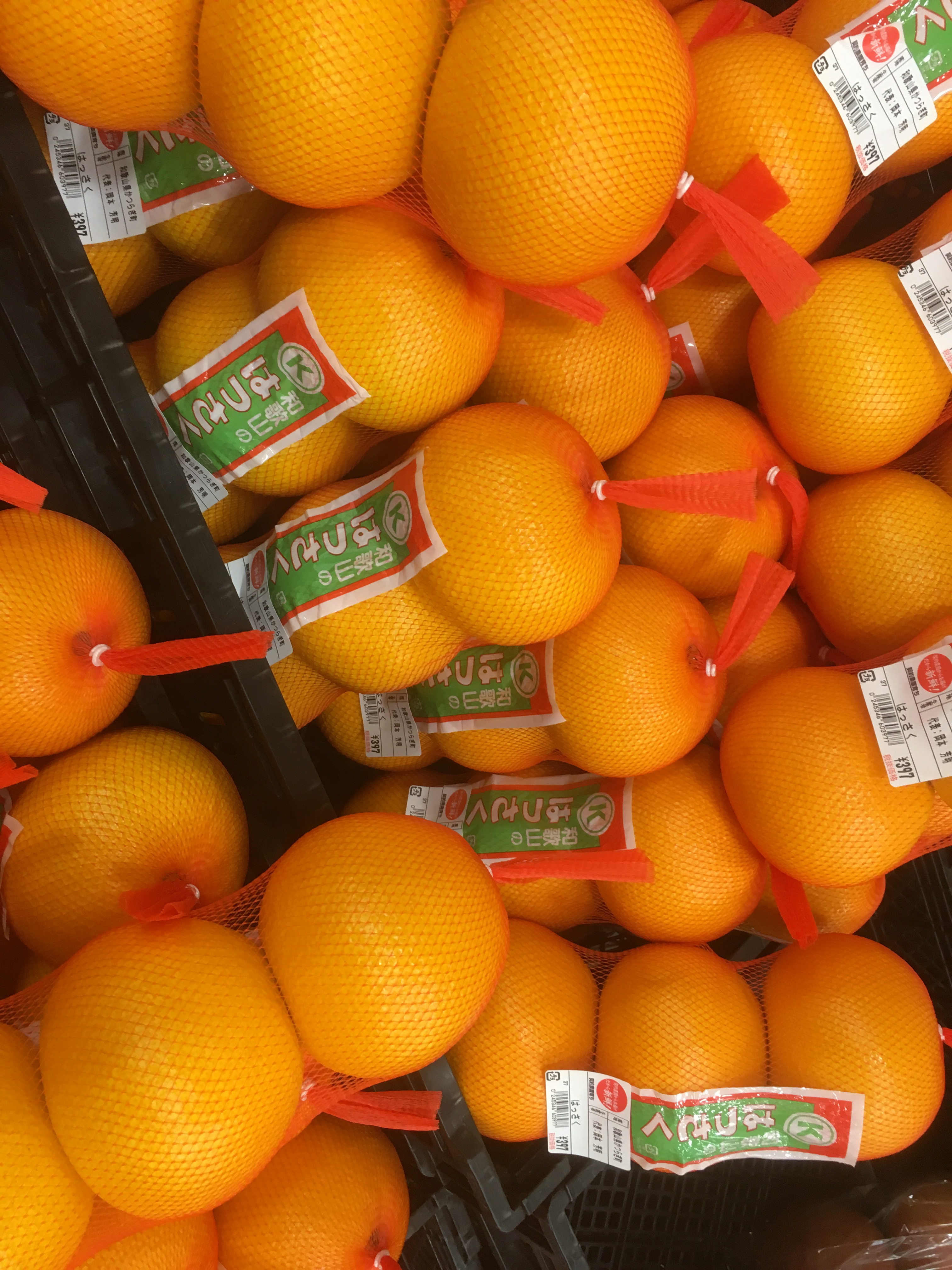
Hassaku tại một chợ Nhật Bản